# La Guadalupe, Campeche
La Guadalupe är en ort i Mexiko.   Den ligger i kommunen Calakmul och delstaten Campeche, i den östra delen av landet, 1 000 km öster om huvudstaden Mexico City. La Guadalupe ligger 269 meter över havet och antalet invånare är 282.
Terrängen runt La Guadalupe är platt. Runt La Guadalupe är det glesbefolkat, med 11 invånare per kvadratkilometer. Närmaste större samhälle är Ingeniero Ricardo Payro Jene, 3,9 km öster om La Guadalupe. I omgivningarna runt La Guadalupe växer i huvudsak städsegrön lövskog.